# Dirphia ludmillae
Dirphia ludmillae är en fjärilsart som beskrevs av Lemaire. Dirphia ludmillae ingår i släktet Dirphia och familjen påfågelsspinnare. Inga underarter finns listade i Catalogue of Life.